# Aeroportul Nyac
Aeroportul Nyac (IATA: ZNC, FAA LID: ZNC) este un aeroport din Alaska, Statele Unite ale Americii. Aeroportul a fost tranzitat în 2019 de 182 de pasageri.
Situat la o altitudine de 140 m, aeroportul dispune de 1 pistă.

## Infrastructură

### Piste
Aeroportul dispune de o singură pistă. Pista 5/23 are suprafața de pietriș și dimensiunile 3.650 picioare × 100 picioare. 